# Dmitri Wladimirowitsch Berestow
Dmitri Wladimirowitsch Berestow (russisch Дмитрий Владимирович Берестов; * 13. Juni 1980 in Moskau, Russland) ist ein russischer Gewichtheber in der Klasse bis 105 kg.

## Karriere
International machte Berestow erstmals bei der Europameisterschaft 2004 auf sich aufmerksam, als er zwei Silbermedaillen im Stoßen und im Zweikampf gewann. Bei den Olympischen Spielen 2004 in Athen gewann er aufgrund des eher schwach besetzen Teilnehmerfelds überraschenderweise die Goldmedaille in der Klasse bis 105 kg. Danach bestritt er wegen diversen Verletzungen nur wenige Wettkämpfe, bis er im Sommer 2006 des Dopings überführt wurde und zwei Jahre Wettkampfsperre erhielt. Zur Europameisterschaft 2008 in Italien lief Berestows Sperre ab, und er gewann trotz nur zwei gültiger Versuche Gold im Zweikampf und im Reißen, sowie Bronze im Stoßen. Aufgrund einer Verletzung konnte er allerdings  nicht an den Olympischen Spielen 2008 in Peking teilnehmen.

## Bestleistungen
- Reißen: 195,0 kg bei den Olympischen Spielen 2004 in der Klasse bis 105 kg
- Stoßen: 230,0 kg bei den Olympischen Spielen 2004 in der Klasse bis 105 kg
- Zweikampf: 425,0 kg bei den Olympischen Spielen 2004 in der Klasse bis 105 kg